# Kiernozia (gromada)
Kiernozia – dawna gromada, czyli najmniejsza jednostka podziału terytorialnego Polskiej Rzeczypospolitej Ludowej w latach 1954–1972.
Gromady, z gromadzkimi radami narodowymi (GRN) jako organami władzy najniższego stopnia na wsi, funkcjonowały od reformy reorganizującej administrację wiejską przeprowadzonej jesienią 1954 do momentu ich zniesienia z dniem 1 stycznia 1973, tym samym wypierając organizację gminną w latach 1954–1972.
Gromadę Kiernozia siedzibą GRN w Kiernozi utworzono – jako jedną z 8759 gromad na obszarze Polski – w powiecie łowickim w woj. łódzkim, na mocy uchwały nr 33/54 WRN w Łodzi z dnia 4 października 1954. W skład jednostki weszły obszary dotychczasowych gromad Sokołów Towarzystwo, Brodne Towarzystwo, Chruśle, Witusza, Kiernozia, Natolin Kiernoski i Sokołów, ponadto wieś Różanów Towarzystwo z dotychczasowej gromady Teresew oraz kolonia Czerniew A, kolonia Czerniew B (od szosy Czerniew-Kiernozia do rzeki Nidy) i parcelacja Czerniew z dotychczasowej gromady Czerniew ze zniesionej gminy Kiernozia w tymże powiecie. Dla gromady ustalono 25 członków gromadzkiej rady narodowej.
1 stycznia 1958 do gromady Kiernozia przyłączono obszar zniesionej gromady Niedzieliska (bez wsi Chmielnik i Paulinka A, kolonii Paulinka A i parcelacji Paulinka B).
1 stycznia 1959 do gromady Kiernozia przyłączono obszar zniesionej gromady Stępów oraz wieś Brodne-Józefów z gromady Lasocin w tymże powiecie.
31 grudnia 1959 do gromady Kiernozia przyłączono obszar zniesionej gromady Lasocin.
Gromada przetrwała do końca 1972 roku, czyli do kolejnej reformy gminnej. 1 stycznia 1973 w powiecie łowickim reaktywowano gminę Kiernozia.